# Saint-Jean-Pierre-Fixte
 Saint-Jean-Pierre-Fixte  es una población y comuna francesa, en la región de Centro, departamento de Eure y Loir, en el distrito de Nogent-le-Rotrou y cantón de Nogent-le-Rotrou.

## Demografía
| 183 | 145 | 180 | 210 | 307 | 291 |
| Para los censos de 1962 a 1999 la población legal corresponde a la población sin duplicidades (Fuente: INSEE [Consultar]) |     |     |     |     |     |